# نصل سهم

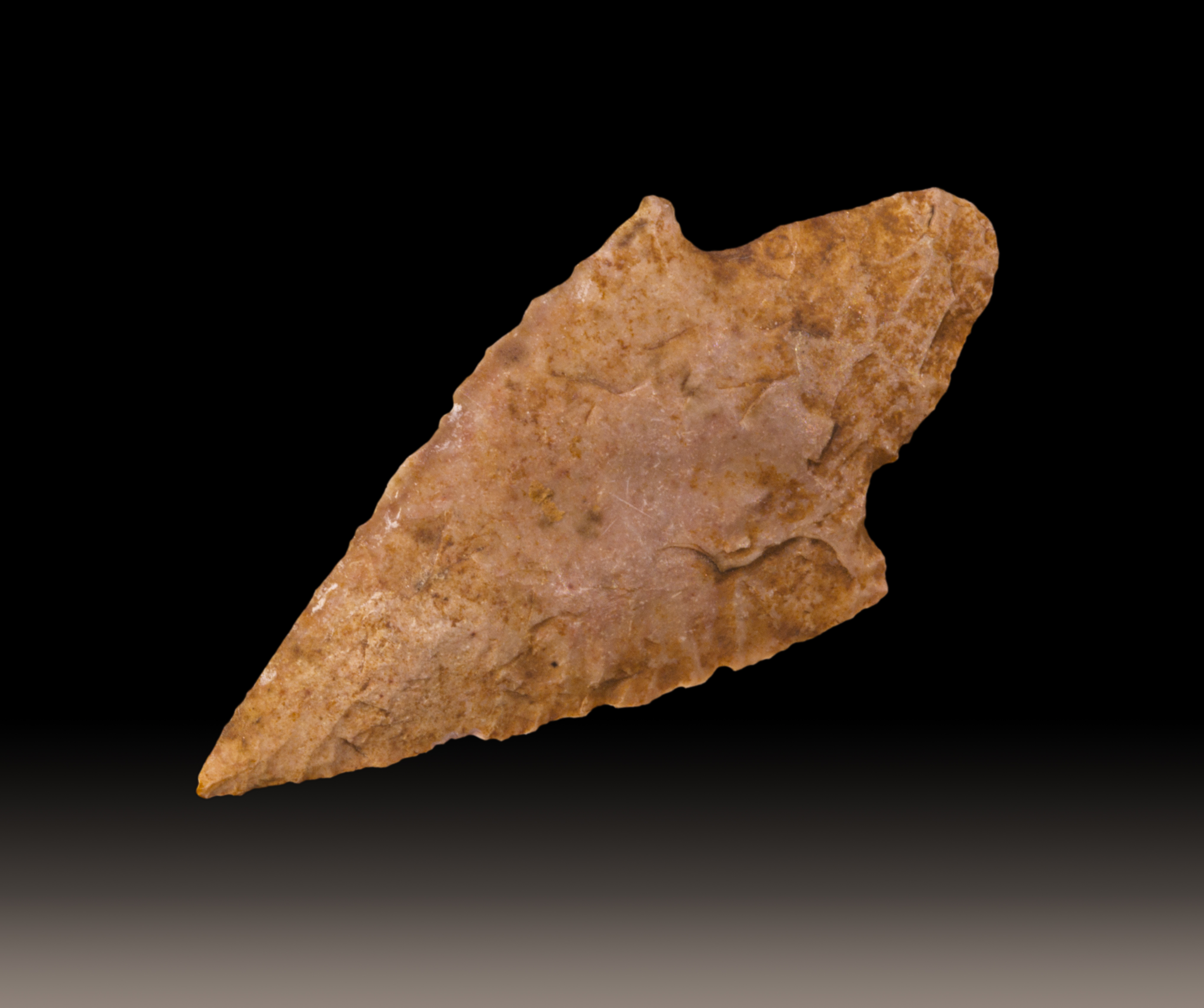
رأس سهم من الصخر الصواني، أواخر العصر الحجري الحديث (Rhodézien) (3300-2400 ق.م)، فرنسا

نَصْل السهم أو رأس السهم هو سن يكون عادةً مشحوذ، يضاف إلى السهم ليجعله أكثر فتكاً أو لتحقيق بعض الأغراض الخاصة. وأول رؤوس السهام في التاريخ صنعت من الصخر والمواد العضوية.